# Arbre blanc
Le terme Arbre Blanc désigne, dans le légendaire (legendarium) de l'écrivain J. R. R. Tolkien, plusieurs arbres fictifs successifs. Ils apparaissent notamment dans les livres Le Silmarillion et Le Seigneur des anneaux.

## Liste

### Telperion et Laurelin, les aînés des arbres
Telperion le Blanc et Laurelin le Doré sont des arbres merveilleux créés par la Valië Yavanna à Valinor durant l'Âge des Arbres, à la suite de la destruction des Lampes des Valar causée par le Vala Melkor. Les deux arbres étaient alors la seule source de lumière existant à Valinor, le reste du monde d'Arda (notamment la Terre du Milieu) restant plongé dans l'obscurité, mis à part la lueur des étoiles.

### Galathilion
« Yavanna fit pour les Elfes une réplique plus petite de l'Arbre Blanc, identique sauf en ce qu'il ne donnait pas de lumière par lui-même, et on l'appela Galathilion dans la langue des Sindar. »

— J. R. R. Tolkien, Le Silmarillion, « Quenta Silmarillion », chap. 5 : « Eldamar et les princes d'Eldalië ».
Galathilion a été également créé par Yavanna, sur le modèle de Telperion, en l'an 1142 des Arbres pour les Elfes de Valinor. L'arbre se trouvait sur le parvis de la tour d'Ingwë, dans la cité noldor de Tirion. Son nom signifie « Arbre Blanc de la Lune » en sindarin.

### Celeborn
« L'un d'entre eux fut plus tard planté sur Tol Eressëa, il y pris racine et on l'appela Celeborn, puis vint en son temps Nimloth, l'Arbre Blanc de Númenor. »

— J. R. R. Tolkien, Le Silmarillion, « Quenta Silmarillion », chap. 5 : « Eldamar et les princes d'Eldalië ».
Celeborn était une pousse issue de l'Arbre Galathilion, qui fut plantée sur l'Île Solitaire de Tol Eressëa dans la baie d'Eldamar, au delà de la côte ouest de Valinor, une île habitée par des Elfes du Pays bienheureux.

### Nimloth
« L'arbre grandit dans les jardins du Roi, à Armenelos, il fleurit et on le nomma Nimloth. »

— J. R. R. Tolkien, Le Silmarillion, « Akallabêth ».
Nimloth était une pousse de l’arbre Celeborn, qui fut offerte par les Elfes de Tol Eressëa en cadeau aux Dúnedain de l’île de Númenor, pour commémorer l'amitié entre les deux peuples. Des siècles plus tard, lorsque le roi númenoréen Ar-Pharazôn se défia des Elfes, et se tourna vers l'adoration du mal (le Vala déchu Melkor) à l'instigation de son continuateur et ancien serviteur Sauron, ce dernier convainquit le roi de détruire Nimloth ; mais un des hommes de Númenor, Isildur (un des fils du seigneur Elendil, des númenoréens « Amis des Elfes », des Elendili), parvint à en sauver un fruit avant que l'arbre ne soit déraciné et brûlé, dans le temple en forme de dôme de Sauron au centre d'Armenelos, la cité royale de Númenor.

### Les Arbres blancs du Gondor

L'arbre blanc figure sur les armoiries du Gondor.

Les Arbres blancs du Gondor sont directement issus du fruit de Nimloth qu'Isildur réussit à sauver de la destruction de l'arbre, et avant la submersion de Númenor. À l’origine, planté en face de la cité de Minas Ithil (avant que celle-ci ne devienne Minas Morgul), un rejeton de cet arbre est ensuite planté dans la cour de la Fontaine de la cité de Minas Anor (devenue ensuite Minas Tirith). Après sa mort, un autre plançon est trouvé, puis un troisième bien plus tard.
Le motif de l'Arbre blanc est également représenté sur les armoiries et les bannières du royaume du Gondor.

#### Le premier Arbre blanc
Le premier Arbre blanc du Gondor est issu du fruit qu'Isildur parvint, non sans risques, à recueillir sur Nimloth le beau, l'Arbre blanc de Númenor à Armenelos, avant que celui-ci ne soit détruit à l'instigation de Sauron. Le fruit germa et crût en secret dans les jardins de Romenna (une cité à l'ouest de Númenor), dans une propriété des « Amis des Elfes » (dont Isildur et son père Elendil) et, lorsque la première feuille s'ouvrit au printemps, Isildur, qui avait été gravement blessé en sauvant le fruit, fut guéri de ses blessures.
Cette première pousse est ensuite amenée en Terre du Milieu par Isildur peu après la submersion de Númenor, et plantée devant sa demeure au Gondor, dans la cité de Minas Ithil (à la frontière est du Gondor, proche du Mordor). Mais, quand Sauron retourne en Terre du Milieu et revient au Mordor, il mène une attaque soudaine et prend Minas Ithil, détruisant l'Arbre blanc. Isildur s'échappe cependant et réussit à emporter avec lui une pousse de l'arbre, qu'il replante ensuite dans la cité jumelle de Minas Ithil, Minas Anor.

#### Le deuxième Arbre blanc
En l'An 2 du Troisième Âge, Isildur replante la pousse récupérée sur l'Arbre blanc de Minas Ithil dans la cour de la citadelle de Minas Anor (l'ancien nom de Minas Tirith), peu de temps avant de repartir dans le nord, où il trouvera son destin fatal au Champs aux Iris.
Cet Arbre blanc durera jusqu'en 1636 du Troisième Âge, quand la Grande Peste frappa le Gondor, décimant la population et tuant le roi Telemnar et ses enfants.

#### Le troisième Arbre blanc
Une troisième pousse est plantée en 1640 T. A. par le Roi Tarondor à Minas Tirith. Celle-ci subsiste jusqu'en l'an 2852 T. A., année de la mort de l'Intendant du roi, Belecthor II.
Aucune pousse ne put être trouvée à l'époque. Par conséquent, l'arbre fut laissé en l'état à sa mort, dans cour de la citadelle de Minas Tirith.

#### Le quatrième Arbre blanc
Quand Aragorn devient roi du Gondor à la fin de la Guerre de l'Anneau, il découvre (avec l'aide de Gandalf) une pousse de l'Arbre blanc sur les pentes du mont Mindolluin, sur les hauteurs de la cité de Minas Tirith.
Retournant la planter à la place de l'ancien arbre mort, celui-ci est retiré de la cour, mais est emporté avec tous les honneurs à Rath Dínen (la « rue du Silence », là ou gisent les tombes des anciens rois de la cité) pour y reposer.
La pousse de l'arbre nouveau fleurit peu après, en juin de l'an 3019 du Troisième Âge.

## Généalogie des Arbres blancs
|  |  |  |  |  |  |  |  |  |  |  |  |  |  |  |  |  |  |  |  |  |  |  |  |  |  | Telperion (avec Laurelin), l'aîné des Arbres de Valinor, créé par Yavanna                                         |  |  |  |  |  |  |  |  |  |  |  |  |  |  |  |  |  |  |  |  |  |  |  |  |  |
|  |  |  |  |  |  |  |  |  |  |  |  |  |  |  |  |  |  |  |  |  |  |  |  |  |  | |  |  |  |  |  |  |  |  |  |  |  |  |  |  |  |  |  |  |  |  |  |  |  |  |  |
|  |  |  |  |  |  |  |  |  |  |  |  |  |  |  |  |  |  |  |  |  |  |  |  |  |  | Galathilion, rejeton de Telperion, créé par Yavanna dans la cité de Tirion à Valinor                              |  |  |  |  |  |  |  |  |  |  |  |  |  |  |  |  |  |  |  |  |  |  |  |  |  |
|  |  |  |  |  |  |  |  |  |  |  |  |  |  |  |  |  |  |  |  |  |  |  |  |  |  | |  |  |  |  |  |  |  |  |  |  |  |  |  |  |  |  |  |  |  |  |  |  |  |  |  |
|  |  |  |  |  |  |  |  |  |  |  |  |  |  |  |  |  |  |  |  |  |  |  |  |  |  | Celeborn, rejeton de Galathilion, planté sur l’île de Tol Eressëa                                                 |  |  |  |  |  |  |  |  |  |  |  |  |  |  |  |  |  |  |  |  |  |  |  |  |  |
|  |  |  |  |  |  |  |  |  |  |  |  |  |  |  |  |  |  |  |  |  |  |  |  |  |  | |  |  |  |  |  |  |  |  |  |  |  |  |  |  |  |  |  |  |  |  |  |  |  |  |  |
|  |  |  |  |  |  |  |  |  |  |  |  |  |  |  |  |  |  |  |  |  |  |  |  |  |  | Nimloth le Beau, rejeton de Celeborn, planté sur l'île de Númenor                                                 |  |  |  |  |  |  |  |  |  |  |  |  |  |  |  |  |  |  |  |  |  |  |  |  |  |
|  |  |  |  |  |  |  |  |  |  |  |  |  |  |  |  |  |  |  |  |  |  |  |  |  |  | |  |  |  |  |  |  |  |  |  |  |  |  |  |  |  |  |  |  |  |  |  |  |  |  |  |
|  |  |  |  |  |  |  |  |  |  |  |  |  |  |  |  |  |  |  |  |  |  |  |  |  |  | Le premier Arbre blanc du Gondor, rejeton de Nimloth, planté par Isildur à Minas Ithil au Second Âge              |  |  |  |  |  |  |  |  |  |  |  |  |  |  |  |  |  |  |  |  |  |  |  |  |  |
|  |  |  |  |  |  |  |  |  |  |  |  |  |  |  |  |  |  |  |  |  |  |  |  |  |  | |  |  |  |  |  |  |  |  |  |  |  |  |  |  |  |  |  |  |  |  |  |  |  |  |  |
|  |  |  |  |  |  |  |  |  |  |  |  |  |  |  |  |  |  |  |  |  |  |  |  |  |  | Le deuxième Arbre blanc du Gondor, planté par Isildur à Minas Anor en l'an 2 du Troisième Âge - mort en 1636 T.A. |  |  |  |  |  |  |  |  |  |  |  |  |  |  |  |  |  |  |  |  |  |  |  |  |  |
|  |  |  |  |  |  |  |  |  |  |  |  |  |  |  |  |  |  |  |  |  |  |  |  |  |  | |  |  |  |  |  |  |  |  |  |  |  |  |  |  |  |  |  |  |  |  |  |  |  |  |  |
|  |  |  |  |  |  |  |  |  |  |  |  |  |  |  |  |  |  |  |  |  |  |  |  |  |  | Le troisième Arbre blanc du Gondor, planté à Minas Tirith en 1640 T.A. - mort en 2852 T.A.                        |  |  |  |  |  |  |  |  |  |  |  |  |  |  |  |  |  |  |  |  |  |  |  |  |  |
|  |  |  |  |  |  |  |  |  |  |  |  |  |  |  |  |  |  |  |  |  |  |  |  |  |  | |  |  |  |  |  |  |  |  |  |  |  |  |  |  |  |  |  |  |  |  |  |  |  |  |  |
|  |  |  |  |  |  |  |  |  |  |  |  |  |  |  |  |  |  |  |  |  |  |  |  |  |  | Le quatrième Arbre blanc du Gondor, planté par Aragorn à Minas Tirith en 3019 T.A.                                |  |  |  |  |  |  |  |  |  |  |  |  |  |  |  |  |  |  |  |  |  |  |  |  |  |

## Adaptations
La découverte de la pousse de l'Arbre blanc par Aragorn n'est pas représentée dans le film Le Seigneur des anneaux : Le Retour du roi (2003) de Peter Jackson. On y voit cependant furtivement que l'arbre mort fleurit à nouveau pendant le siège du Gondor, peu avant l'arrivée d'Aragorn sur les Vaisseaux Noirs.